# Jonathan Weiner

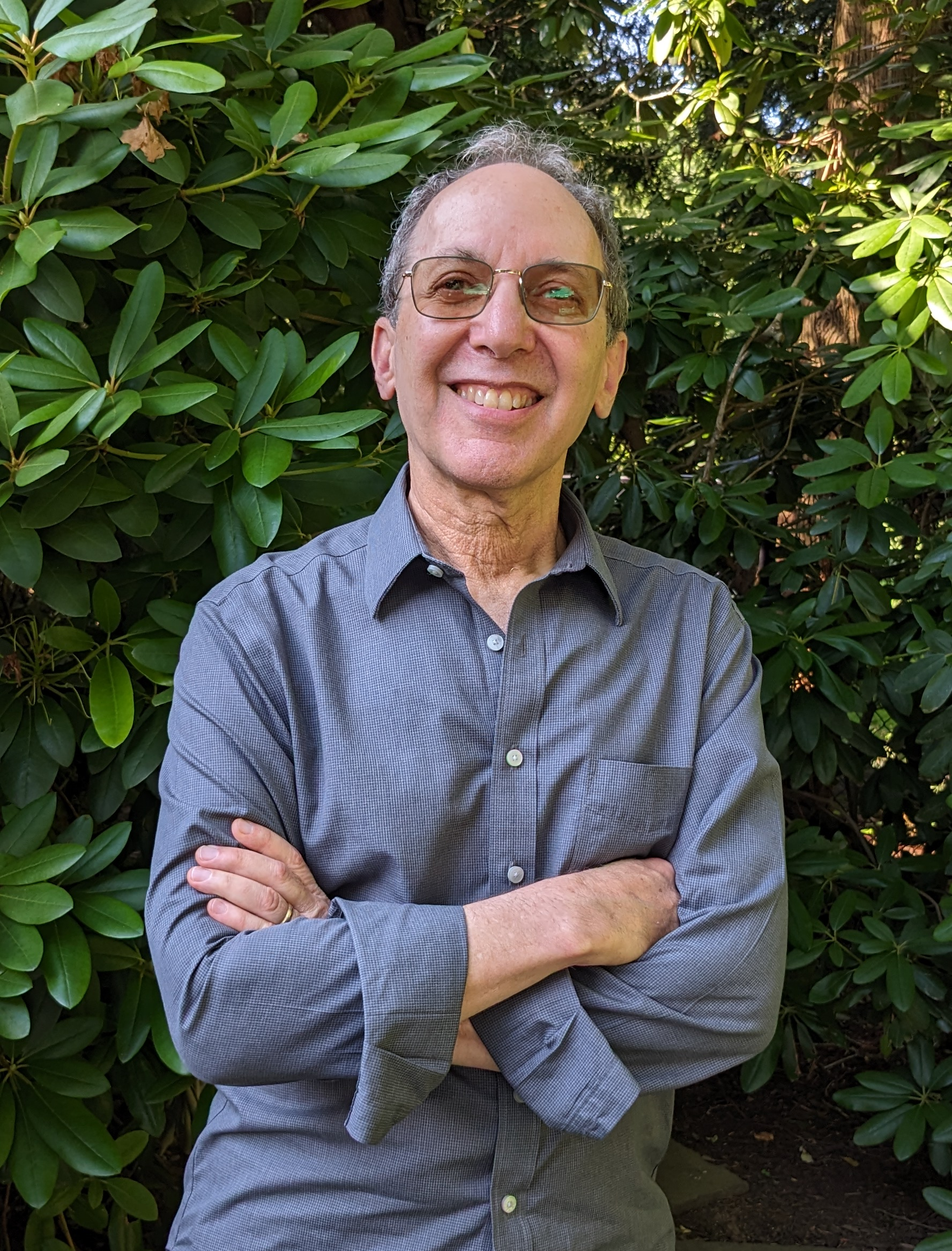
Jonathan Weiner

Jonathan Weiner (* 1953 in New York City) ist ein US-amerikanischer Sachbuchautor. Für sein Buch Der Schnabel des Finken oder der kurze Atem der Evolution (Originaltitel: The Beak of the Finch: A Story of Evolution in Our Time) gewann er 1995 den Pulitzer-Preis.
Weiner ist Absolvent der Harvard University und Autor zahlreicher weiterer Wissenschaftsbücher, zum Beispiel einer Biografie über Seymour Benzer. Er lehrt an der Columbia University Graduate School of Journalism, die den Pulitzer-Preis vergibt. Zurzeit lebt er mit seiner Frau Deborah Heiligman, einer Kinderbuchautorin, in New York.

## Werke
- Planet Erde. Schicksal und Zukunft der Erde. Droemer Knaur, München 1987, ISBN 3-426-26301-7.
- Die nächsten hundert Jahre. Wie der Treibhauseffekt unser Leben verändern wird. Bertelsmann, 1990, ISBN 3-570-09669-6.
  - Unter dem Titel: Die Klimakatastrophe. Wie der Treibhauseffekt unser Leben verändern wird. Goldmann-Taschenbuch 1995, ISBN 3-570-09669-6. (mit einem aktuellen Nachwort)
  - Original: The Next One Hundred Years. Shaping the Fate of our Living Earth. Bantam Books, New York 1990.
- Der Schnabel des Finken oder der kurze Atem der Evolution. Droemer Knaur, München 1994, ISBN 3-426-26536-2.
- Zeit, Liebe, Erinnerung. Auf der Suche nach den Ursprüngen des Verhaltens. Siedler, Berlin 2000, ISBN 3-88680-697-9.
- Seines Bruders Hüter. Siedler, München 2004, ISBN 3-88680-749-5.